# Setmana de Música Antiga d'Estella/Lizarra
La Setmana de Música Antiga d'Estella/Lizarra, en castellà Semana de Música Antigua de Estella/Lizarra (SMADE) és un esdeveniment anual organitzat conjuntament per la Direcció General de Cultura del Govern de Navarra i la Fundación Baluarte, que ofereix, cada any, una mostra de la millor música antiga europea medieval, renaixentista i barroca, produïda en l'àmbit local, nacional i internacional. La SMADE, que s'inscriu dins del circuit de festivals FestClásica de l'Associació Espanyola de Festivals de Música Clássica, va entrar en funcionament el 1967.
Les jornades van començar l'any 1967 quan Fernando Remacha, el que va ser el seu ideòleg i organitzador, va convidar al grup alemany "Studio der Früher Musik" de Múnich per actuar a Estella-Lizarra en uns concerts que van transcórrer paral·lels a la Setmana d'Estudis Medievals, que se celebrava a aquella localitat des del 1963 per iniciativa de l'Associació d'Amics del Camino de Santiago d'Estella, que a partir del 1966 tingué el recolzament de la Institució Príncep de Viana, depenent de la Diputació Foral de Navarra. Així va començar la marxa d'aquest festival pioner a l'Estat espanyol que s'ha celebrat de forma ininterrompuda fins a l'actualitat, amb un parèntesi entre 1982 i 1987.
Entre els anys 2017 al 2019 el responsable de la direcció artística fou Iñigo Alberdi Amasorrain. El 2020 el va substituir en el càrrec de director artístic de la SMADE la cantant i soprano navarressa Raquel Andueza. El 2019, coincidint amb la celebració del 50è aniversari, es va editar un llibre que analitza la seva història.